# 克尔门德区

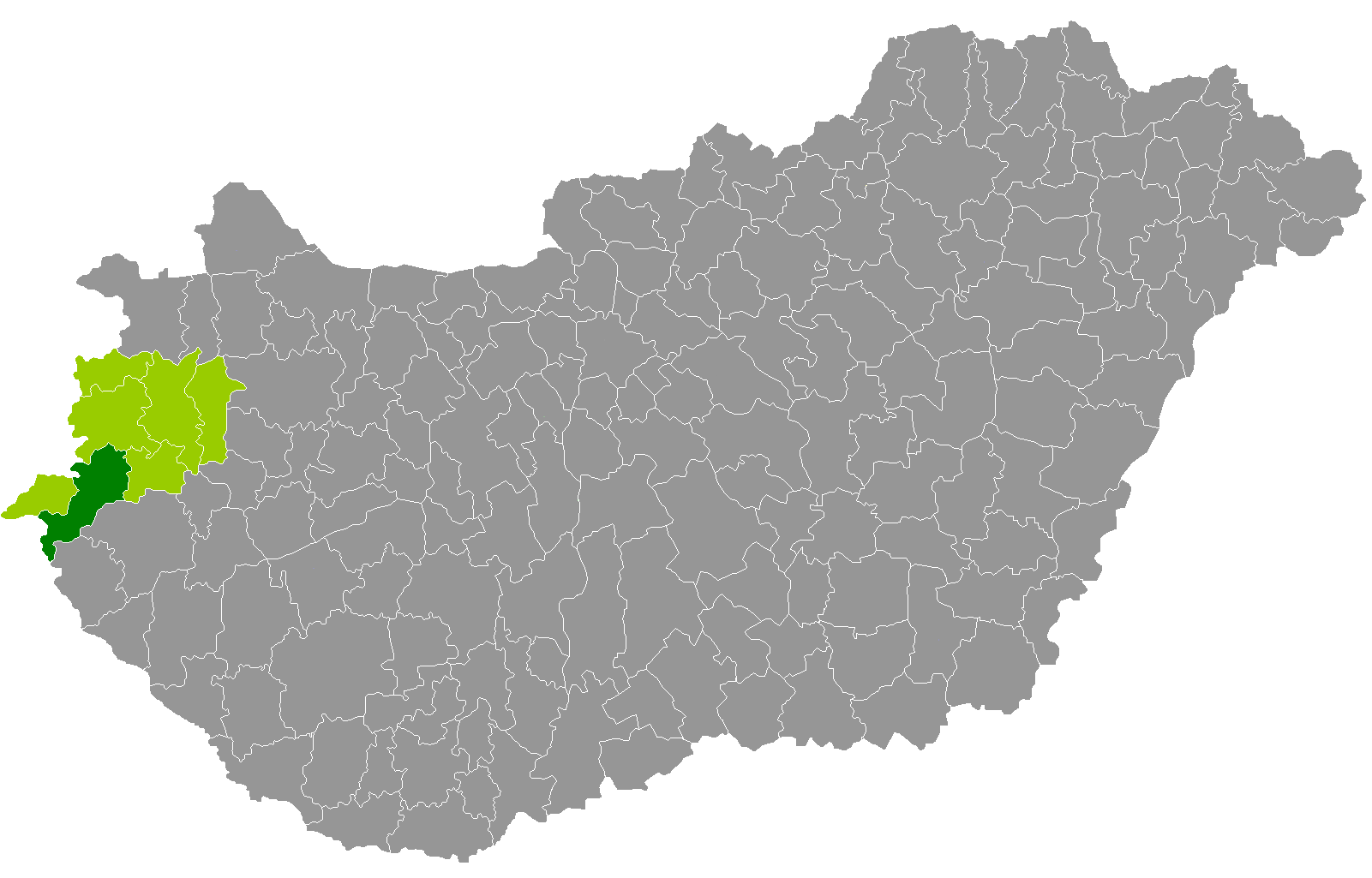
匈牙利境內的科爾門德區和瓦什縣。
座標：47.01°N 16.59°E

克尔门德区（匈牙利語：Körmendi járás），是匈牙利沃什州的一个区，总面积614.53平方公里，总人口27,177人（2011年），人口密度44人/平方公里。中心城市为克尔门德。

## 市镇
克尔门德区包含两个城镇和44个村庄。